# نامگان سیارات
| فهرست‌های ستاره‌شناسی |
| --- |
| - فهرست صورت‌های فلکی - فهرست صورت‌های فلکی بر پایه وسعت - فهرست نام‌های سنتی ستارگان - فهرست روشن‌ترین ستارگان - فهرست درخشان‌ترین ستارگان - فهرست ستارگان نزدیک - فهرست نامگان سیارات - فهرست قمرها - فهرست معروف‌ترین ستاره‌های متغیر - فهرست سیارات فراخورشیدی رکورددار - فهرست اجرام مسیه - فهرست ستارگان بر پایه صورت فلکی - فهرست سحابی‌ها |

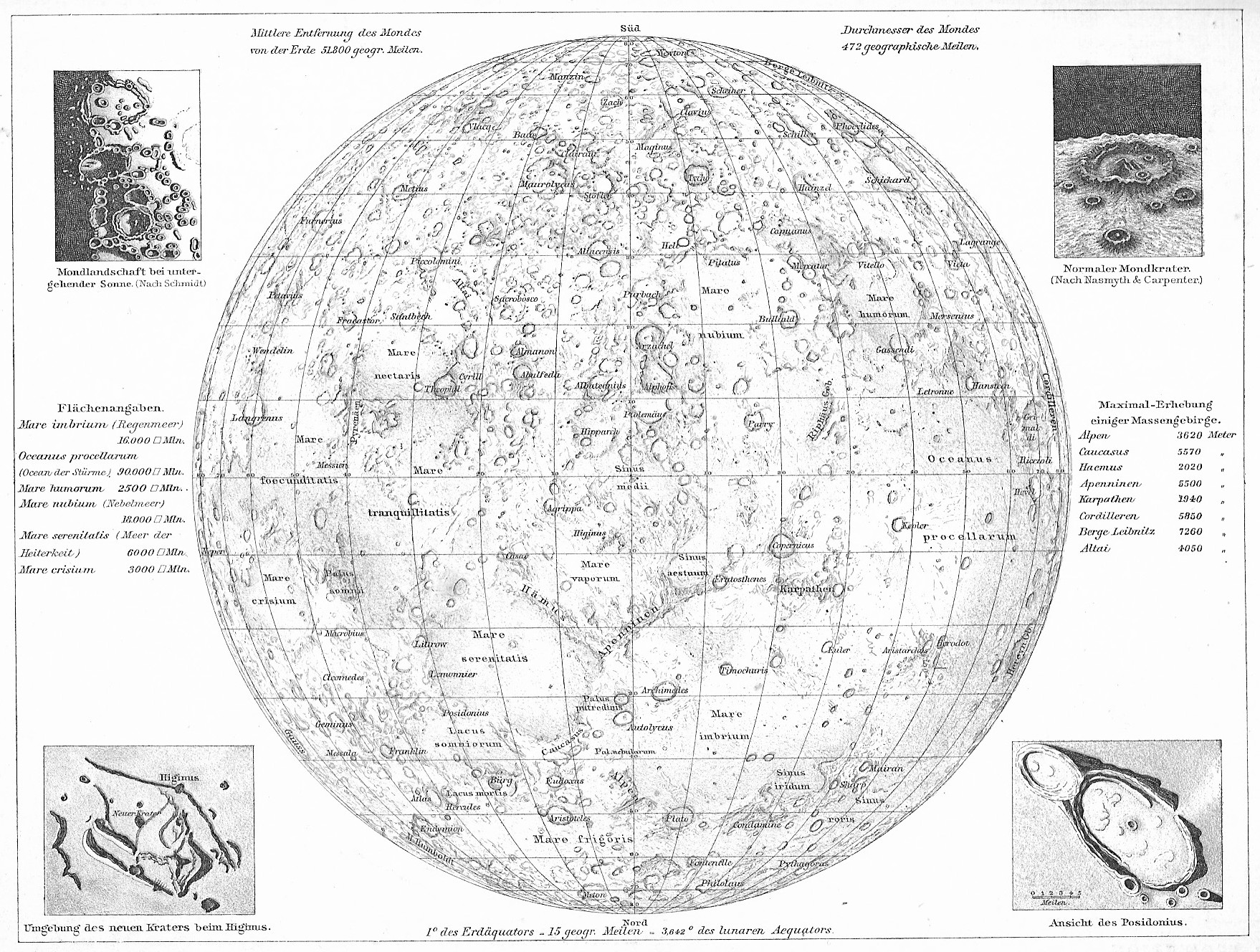
نقشهٔ ماه از اطلس دستی آدریس آلگماینر، ویرایش یکم (۱۸۸۱). پیش از استانداردسازی نام‌ها.

نامْگان سَیّارات مجموعهٔ نام‌های رسمی و استانداردی است که به عوارض جغرافیایی سطوح سیارات دیگر و قمرهای طبیعی آن‌ها داده شده‌است.
وظیفهٔ نام‌گذاری این عارضه‌ها از سال ۱۹۱۹ میلادی بر عهدهٔ اتحادیه بین‌المللی اخترشناسی جهانی است.

## نام نوع عارضه
انواع پدیده‌های جغرافیایی که در همهٔ سیارات وجود دارد به صورت زیر شناسایی و دسته‌بندی شده و اصطلاحات زیر برای آن‌ها در نظر گرفته شده‌است.
نام‌های انگلیسی به صورت مفرد و جمع آمده‌اند.
| نام انگلیسی پدیده         | نام فارسی            | توضیح                                                                                            | مخفف |
| ------------------------- | -------------------- | ------------------------------------------------------------------------------------------------ | ---- |
| Albedo feature            | عارضه بازتابه        | ناحیه‌ای که با پیرامون خود تفاوت روشنایی نشان می‌دهد.                                              | AL   |
| Arcus, arcūs              | کمانه                | عارضهٔ کمانی‌شکل                                                                                   | AR   |
| Astrum, astra             | اخترک                | عارضه‌های پرتوشکل بر سطح ناهید (زهره)                                                             | AS   |
| Catena, catenae           | رشته‌دهانه            | زنجیره‌ای از دهانه‌های برخوردی                                                                     | CA   |
| Cavus, cavi               | کاوک                 | فروافتادگی‌های توخالی و کاو غیرمنظم با کناره‌های شیبدار. معمولاً به صورت خوشه‌ای کنار هم وجود دارند. | CB   |
| Chaos terrain             | آشفته‌زمین            | منطقهٔ مشخصی که عوارضی درهم و آشفته دارد.                                                         | CH   |
| Chasma, chasmata          | شکافه                | فروافتادگی عمیق و طولانی با کناره‌های شیبدار                                                      | CM   |
| Colles                    | ماهوره               | مجموعه‌ای از تپه‌ماهورها.                                                                          | CO   |
| Corona, coronae           | تاج‌وار               | یک عارضه بیضی‌شکل. این نام فقط برای عارضه‌های روی سیارهٔ ناهید و قمری به نام میراندا استفاده می‌شود. | CR   |
| Crater, craters           | دهانه برخوردی        | یک فروافتادگی مدور که در پی یک رخداد برخوردی پدید آمده باشد.                                     | AA   |
| Dorsum, dorsa             | ستیغه                | پشته‌ای کوهستانی                                                                                  | DO   |
| Eruptive center           | مرکز انفجاری         | یک آتشفشان فعال بر روی قمری به نام آیو (Io).                                                     | ER   |
| Facula, faculae           | روزنک                | نقطه‌ای روشن                                                                                      | FA   |
| Farrum, farra             | قرصک                 | ساختارهایی مانند نان لواش گِرد یا زنجیره‌ای از این ساختارها                                        | FR   |
| Flexus, flexūs            | تورک                 | کوهستانی کم‌ارتفاع و قوسی‌شکل با بریدگی‌هایی مانند گوش‌ماهی بر روی آن.                               | FE   |
| Fluctus, fluctūs          | فشانک                | ناحیه‌ای که با برون‌فشانده‌های آتشفشان پوشیده شده.                                                  | FL   |
| Flumen, flumina           | جویباره              | کانالی بر قمری به نام تیتان که ممکن است حاوی مایعات باشد.                                        | FM   |
| Fossa, fossae             | گوداله               | فروافتادگی دراز و باریک و توخالی                                                                 | FO   |
| Insula, insulae           | آبخوستک              | جزایر یا خشکی‌های تک‌افتاده که توسط یک منطقه مایعاتی احاطه (یا تقریباً احاطه) شده‌باشد.              | IN   |
| Labes, labēs              | لغزک                 | زمین‌لغزه‌ها                                                                                       | LA   |
| Labyrinthus, labyrinthi   | مازک                 | مجموعه‌ای از دره‌ها و کوهستان‌های جالب توجه.                                                        | LB   |
| Lacus                     | دریاچه‌وار            | یک دشت دریاچه‌مانند بر روی بهرام (مریخ)، ماه و تیتان                                              | LC   |
| Landing site name         | نام نزدیک به ماه‌نشین | عوارضی بر سطح ماه که در نزدیکی محل فرود فضاپیماهای پروژه آپولو قرار دارند.                       | LF   |
| Large ringed feature      | عارضه بزرگ حلقوی     | عوارض مرموز حلقه‌ای‌شکل                                                                            | LG   |
| Lenticula, lenticulae     | لپه‌وار               | لکه‌های تیره‌رنگ کوچک بر روی قمری به نام اروپا                                                     | LE   |
| Linea, lineae             | خطک                  | عارضه‌های طویل تاریک یا روشن، ممکن است خمیده یا مستقیم باشند.                                     | LI   |
| Macula, maculae           | لکه‌وار               | لکه‌های تیره، ممکن است شکلی نامنظم داشته‌باشند.                                                    | MA   |
| maria                     | دریاوار              | دشتهایی کروی‌شکل و بزرگ بر روی کرهٔ ماه، بهرام و قمر تیتان                                         | ME   |
| Mensa, mensae             | کوهمیزه              | یک برآمدگی با رویهٔ تخت با لبه‌های پرتگاهی                                                         | MN   |
| Mons, montes              | کوه                  | کوهای سطح کرات                                                                                   | MO   |
| Oceanus                   | اقیانوس‌وار           | یک منطقهٔ بسیار بزرگ تیره‌رنگ. تنها در مورد کرهٔ ماه استفاده می‌شود.                                 | OC   |
| Palus, paludes            | مرداب‌وار             | دشت‌های کوچک. تنها در مورد کرهٔ ماه و بهرام استفاده می‌شود.                                         | PA   |
| Patera, paterae           | دیگ‌وار               | دهانهٔ نامنظمی که لبه‌های خط‌خطی دارد. معمولاً فروافتادگی‌های بشقابی‌شکل بر فراز آتشفشان‌ها.            | PE   |
| Planitia, planitiae       | هامونه               | دشت پست                                                                                          | PL   |
| Planum, plana             | فلاته                | یک فلات یا پشته بلند                                                                             | PM   |
| Plume                     | پَرَک                  | یک عارضه سَردفِشانی (cryovolcanic) بر روی تیتان. این اصطلاح دیگر استفاده نمی‌شود.                   | PU   |
| Promontorium, promontoria | دماغک                | یک عارضهٔ دماغه‌مانند. بیشتر بر روی ماه.                                                           | PR   |
| Regio, regiones           | منطقه‌وار             | یک ناحیهٔ بزرگ که رنگ و نور آن با اطرافش تفاوت داشته‌باشد.                                         | RE   |
| Reticulum, reticula       | توروار               | الگوهای توری‌شکل بر روی ناهید                                                                     | RT   |
| Rima, rimae               | شیاروار              | شکاف‌های شیاری. بیشتر بر روی ماه                                                                  | RI   |
| Rupes, rupēes             | پرتگاهه              | شیب‌های پرتگاهی                                                                                   | RU   |
| Satellite feature         | عارضهٔ اقماری         | عارضه‌ای که با عارضه کناری خود هم‌نام است.                                                         | SF   |
| Scopulus, scopuli         | صخره‌وار              | پرتگاه قطعه‌قطعه                                                                                  | SC   |
| Sinus                     | خلیج‌وار              | یک دشت کوچک خلیج‌وار                                                                              | SI   |
| Sulcus, sulci             | چینک                 | چین و شکن‌های نسبتاً موازی                                                                         | SU   |
| Terra, terrae             | سرزمینه              | بخش‌های خاکی بسیار بزرگ                                                                           | TA   |
| Tessera, tesserae         | کاشی‌وار              | منطقهٔ چندضلعی کاشی‌شکل. تنها در مورد ناهید (زهره) استفاده می‌شود.                                  | TE   |
| Tholus, tholi             | گنبدوار              | تپه یا کوه کوچک گنبدی‌شکل                                                                         | TH   |
| Undae                     | تپه‌زار               | دشتی پوشیده از تپه‌ماهورها                                                                        | UN   |
| Vallis, valles            | دره‌وار               | یک دره                                                                                           | VA   |
| Vastitas, vastitates      | کویره                | یک کویر بزگ. تنها عارضه با این نام کویره شمالی (Vastitas Borealis) است.                          | VS   |
| Virga, virgae             | نوارک                | نواره‌ای از رنگ                                                                                   | VI   |

## دسته‌بندی اصطلاحات هر سیاره و قمر

### بهرام(مریخ)

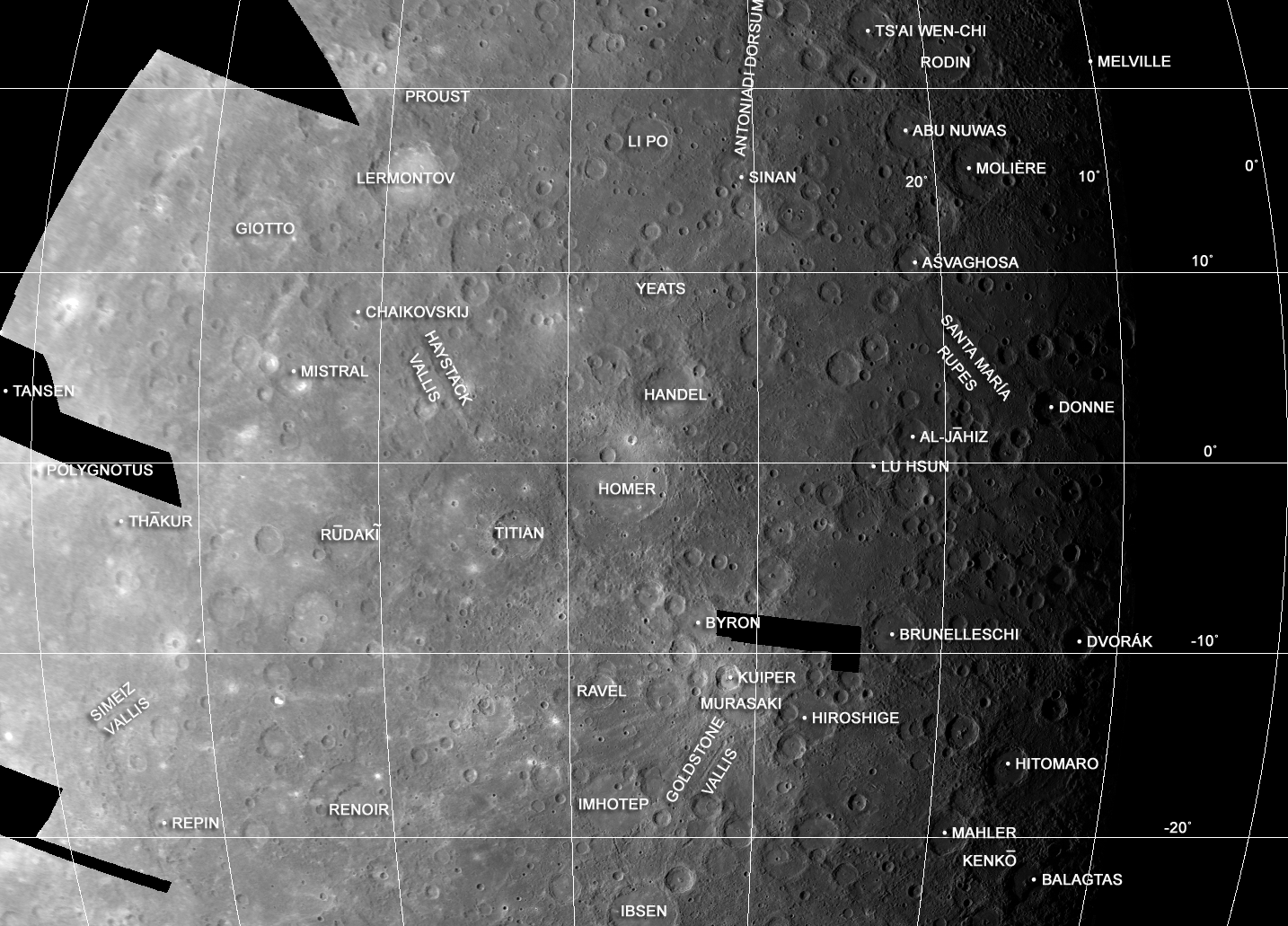
نمونه‌ای از نامگان مریخ مربوط به چهارگوش کویپر یکی از دهانه‌های این بخش به نام رودکی، شاعر نامدار پارسی‌گو نام‌گذاری شده‌است.

| نوع عارضه | فهرست کنونی | نوع نامگذاری                                      |
| --------- | ----------- | ------------------------------------------------- |
| دهانه‌ها   | فهرست       | هنرمندان، موسیقیدانان، نقاشان و مؤلفان معروف فقید |
| ستیغه‌ها   | فهرست       | اخترشناسانی که مطالعاتی دقیق از سیاره‌ها داشتند.   |
| گوداله‌ها  | فهرست       | آثار بزرگ معماری                                  |
| کوها      | فهرست       | یک کوه دارد: کوه گرما (Caloris Montes)            |
| هامونه‌ها  | فهرست       | نام‌های سیاره و ایزدبانوی ناهید در زبان‌های گوناگون |
| پرتگاهه   | فهرست       | کشتی‌های اکتشافی و علمی مهم                        |
| دره‌وار    | فهرست       | تأسیسات رادیوتلسکوپ                               |

### ناهید(زهره)
به جز سه عارضه، بقیه عوارض جغرافیایی سیاره ناهید نام‌های زنانه دارند. آن سه عارضه پیش از استانداردسازی نام‌گذاری شده‌بود. این سه عارضه عبارتند از: منطقه‌وار آلفا، منطقه‌وار بتا و کوه مکسول. (به افتخار جیمز کلارک مکسول).
| نوع عارضه  | فهرست کنونی | نوع نام‌گذاری |
| ---------- | ----------- | --- |
| اخترک‌ها    | ندارد       | ایزدبانوها و نام‌های متفرقه                                                                                             |
| شکافه‌ها    | فهرست       | ایزبانوهای شکار، ایزدبانوهای ماه                                                                                       |
| ماهوره‌ها   | فهرست       | ایزدبانوهای دریا |
| تاج‌وارها   | فهرست       | ایزدبانوهای باروری و زمین                                                                                              |
| دهانه‌ها    | فهرست       | بالای ۲۰ کیلومتر: زنان معروف؛ زیر ۲۰ کیلومتر: نام‌های معمول دختران                                                      |
| ستیغه‌ها    | فهرست       | ایزدبانوهای آسمان |
| قرصک‌ها     | فهرست       | ایزدبانوهای آب |
| فشانک‌ها    | فهرست       | ایزدبانوها، متفرقه |
| گوداله‌ها   | فهرست       | ایزدبانوهای جنگ |
| مازک‌ها     | فهرست       | ایزدبانوها، متفرقه |
| خطک‌ها      | فهرست       | ایزدبانوهای جنگ |
| کوها       | فهرست       | ایزدبانوها، متفرقه (و یک دانشمند رادار)                                                                                |
| دیگ‌وارها   | فهرست       | زنان مشهور |
| هامونه‌ها   | فهرست       | قهرمانان افسانه‌ای زن                                                                                                   |
| فلاته‌ها    | فهرست       | ایزدبانوهای آبادانی |
| منطقه‌وارها | فهرست       | غول‌ها و تیتان‌های ماده                                                                                                  |
| پرتگاهه‌ها  | فهرست       | ایزدبانوهای خانه و کاشانه                                                                                              |
| سرزمینه‌ها  | فهرست       | ایزدبانوهای عشق |
| کاشی‌وارها  | فهرست       | ایزدبانوهای سرنوشت و نیک‌بختی                                                                                           |
| گنبدوارها  | فهرست       | ایزدبانوها، متفرقه |
| تپه‌وارها   | فهرست       | ایزدبانوهای بیابان |
| دره‌وارها   | فهرست       | (برای عارضه‌های طویل‌تر از ۴۰۰ کیلومتر) نام سیاره ناهید در زبان‌های گوناگون؛ (کوتاه‌تر از ۴۰۰ کیلومتر) ایزدبانوهای رودخانه |

### کره ماه
نوشتار مرتبط: فهرست دریاوارهای کره ماه
| نوع عارضه                                                   | نوع نامگذاری |
| ----------------------------------------------------------- | --- |
| دهانه‌ها                                                     | دهانه‌های ماه عموماً به نام دانشمندان، هنرمندان و مکتشفان درگذشتهٔ نامی نام‌گذاری شده‌است. افزون بر این دهانه‌های درون و پیرامون دریای مُسکُوی به نام کیهان‌نوردان درگذشتهٔ روسی و دهانه‌های درون و پیرامون دهانه آپولو به نام فضانوردان درگذشتهٔ آمریکایی نامیده شده‌اند. در صورت کشته‌شدن فضانوردان کشورهای دیگر در مأموریت‌های آینده، قرار است همین منوال برای نام‌گذاری‌های بعدی ادامه یابد. |
| آبگیروارها (دریاچه‌وارها، دریاوارها، مرداب‌وارها و خلیج‌وارها) | نام‌های لاتین مربوط به توصیف هوا و مفاهیم انتزاعی دیگر. |
| کوها                                                        | نام‌گذاری‌شده به نام رشته‌کوهای کرهٔ زمین یا دهانه‌های مجاور. |
| پرتگاهه‌ها                                                   | نام‌گذاری‌شده به نام رشته‌کوهای مجاور. |
| دره‌وارها                                                    | نام‌گذاری‌شده به نام عارضه‌های مجاور. |
| دیگر عوارض                                                  | عوارضی که در هیچ‌یک از دسته‌های بالا جای نمی‌گیرند به نام دهانه‌های برخوردی مجاور نام‌گذاری شده‌اند. |

### بهرام و اقمارش

#### بهرام(مریخ)
| نوع عارضه      | نوع نام‌گذاری                                                                                         |
| -------------- | --- |
| دهانه‌های بزرگ  | دانشمندان درگذشته‌ای که به مطالعه بهرام کمک کرده‌اند. نویسندگانی که داستان‌هایی در مورد بهرام نوشته‌اند. |
| دهانه‌های کوچک  | روستاهای جهان با جمعیت کم‌تر از صد هزار.                                                              |
| دره‌وارهای بزرگ | نام بهرام و ستاره در زبان‌های گوناگون                                                                 |
| دره‌وارهای کوچک | نام‌های باستانی و امروزی رودخانه‌ها                                                                    |
| دیگر عارضه‌ها   | به نام نزدیک‌ترین عارضه بازتابه در نقشه‌های اسکیاپارلی یا آنتونیادی.                                   |

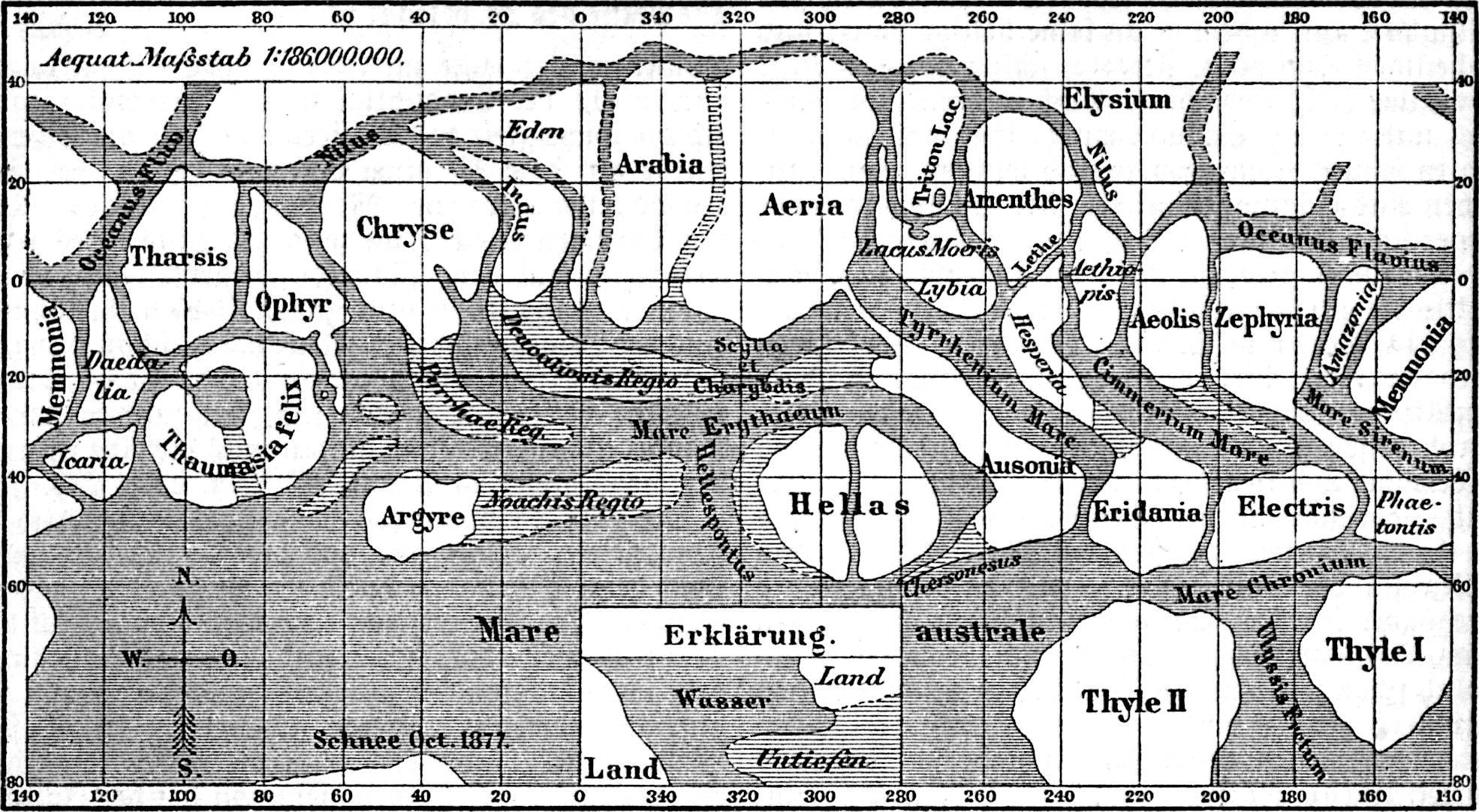
یک نقشهٔ اولیه از بهرام توسط جووانی اسکیاپارلی که در آن عارضه‌های بازتابه ذکر شده‌است.

به هنگام فرود کاوشگرهای مریخ‌نشین، انواع نام‌های تفریحی و غیررسمی به تپه‌ها و صخره‌ها و گودال‌ها داده‌شده‌است. نام‌هایی مانند مارک‌های بستنی‌ها و شخصیت‌های کارتونی آمریکایی برای نمونه باب اسفنجی و دوستش پاتریک.

#### دیموس

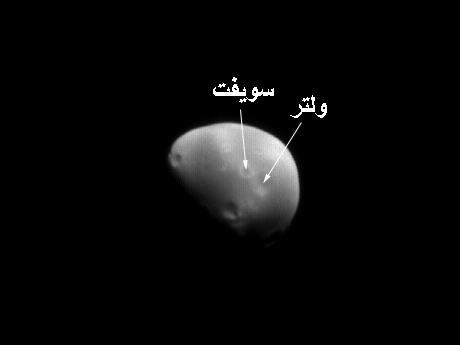
دو دهانهٔ نام‌گذاری شده در دیموس

نام عارضه‌های دیموس مربوط می‌شود به مؤلفانی که در مورد قمرهای مریخ نوشته‌اند. هم‌اینک دو عارضهٔ نام‌گذاری‌شده بر دیموس وجود دارد یکی دهانه سویفت و دیگری دهانه ولتر. جاناتان سویفت و ولتر وجود اقمار مریخی را پیش‌بینی کرده‌بودند.

#### فوبوس
تمامی عارضه‌های فوبوس به نام دانشمندانی که در کشف و مطالعه قمرهای بهرام سهیم بوده‌اند و همچنین شخصیت‌ها و مکان‌های داستان سفرهای گالیور نامیده شده‌اند.

### قمرهایمشتری(هرمز)
- آمالتئا:

افراد و مکان‌ها در افسانه آمالتئا
- تیب

عارضه‌های تیب به نام افراد و مکان‌ها در افسانه تیب نام‌گذاری شده‌اند. در حال حاضر تنها یک عارضه در تیب نام‌گذاری شده و آن دهانه زتوس است.
- آیو

| نوع عارضه                                        | نوع نام‌گذاری                                                              |
| ------------------------------------------------ | ------------------------------------------------------------------------- |
| مرکزهای انفجاری فعال                             | به نام ایزدان و قهرمانان آتش، خورشید یا تندر.                             |
| رشته‌دهانه‌ها                                      | به نام ایزدان خورشیدی                                                     |
| فشانک‌ها                                          | به نام ایزدان و قهرمانان آتش، خورشید، تندر و آتشفشان و آهنگرهای افسانه‌ای. |
| کوهمیزه‌ها، کوها، فلاته‌ها، منطقه‌وارها و گنبدوارها | برگرفته از افسانه آیو یا کمدی الهی دانته و همچنین نام عارضه‌های مجاور.     |
| دیگ‌وارها                                         | به نام ایزدان و قهرمانان آتش، خورشید، تندر و آتشفشان و آهنگرهای افسانه‌ای. |
| دره‌وارها                                         | برگرفته از نام عارضه‌های مجاور.                                            |

#### اروپا
| نوع عارضه        | نوع نام‌گذاری            |
| ---------------- | ----------------------- |
| نواحی آشفته      | مکان‌های افسانه‌های سلتی  |
| دهانه‌ها          | ایزدان و قهرمانان سلتی  |
| تورک‌ها           | مکان‌های افسانه اروپا    |
| عوارض بزرگ حلقوی | دوایر سنگی سلتی         |
| لپه‌وارها         | ایزدان و قهرمانان سلتی  |
| خطک‌ها            | شخصیت‌ها در افسانه اروپا |
| لکه‌وارها         | مکان‌های افسانه اروپا    |
| منطقه‌وارها       | مکان‌های افسانه‌های سلتی  |

#### گانیمد
| نوع عارضه            | نوع نامگذاری                             |
| -------------------- | ---------------------------------------- |
| دهانه‌ها، رشته‌دهانه‌ها | ایزدان و قهرمانان مردم قدیم هلال بارور   |
| روزنک‌ها              | مکان‌ها در افسانه‌های مصر                  |
| گوداله‌ها             | ایزدان و سروران اقوام باستان هلال بارور  |
| دیگ‌وارها             | وادی‌ها در هلال بارور                     |
| منطقه‌وارها           | اخترشناسانی که قمرهای مشتری را کشف کردند |
| چینک‌ها               | مکان‌ها در افسانه‌های اقوام کهن            |

#### کالیستو
| نوع عارضه           | نوع نام‌گذاری                              |
| ------------------- | ----------------------------------------- |
| عارضه‌های بزرگ حلقوی | خانه‌های ایزدان و قهرمانان                 |
| دهانه‌ها             | قهرمانان زن و مرد در داستان‌های شمال اروپا |
| رشته‌دهانه‌ها         | مکان‌های افسانه‌ای ارتفاعات بلند            |

### قمرهایکیوان(زحل)
- جینوس

شخصیت‌های افسانه یونانی دوقلوها (کَستور و پولوکس)
- اپیمتئوس

شخصیت‌های افسانه یونانی دوقلوها (کستور و پولوکس)
- میماس

افراد و مکان‌ها از افسانه‌های مرگ آرتور نوشتهٔ توماس ملوری
- انکلادوس

افراد و مکان‌ها در داستان هزار و یک‌شب، نوشتهٔ برتون
- تتیس

افراد و مکان‌های داستان اودیسه اثر هومر
- دیون

افراد و مکان‌های داستان انه‌ئید اثر ویرژیل
- رئا

افراد و مکان‌های افسانه‌های آفرینش

#### تیتان
| نوع عارضه                  | نوع نام‌گذاری                                                      |
| -------------------------- | ----------------------------------------------------------------- |
| عارضه‌های بازتابه بزرگ روشن | مکان‌های مقدس و افسون‌شده از افسانه‌ها و داستان‌ها و اشعار سراسر جهان |
| عارضه‌های بازتابه بزرگ تیره | دریاهای آغازین و آب‌های افسون‌شده در افسانه‌های جهان                 |
| دهانه‌ها و احتمالاً دریاچه‌ها | دریاچه‌های همهٔ قاره‌های جهان                                        |
| کانال‌های نهری              | رودخانه‌های همه قاره‌های جهان                                       |
| دیگر عارضه‌ها               | ایزدان خوش‌بختی، آشتی و هماهنگی در فرهنگ‌های جهان                   |

- هیپریون

ایزدان خورشید وماه
- یاپتوس

مکان‌ها و افراد در سرود رولاند (ترجمه سیرز)، قدیمی‌ترین اثر در زبان فرانسه

#### فوبه

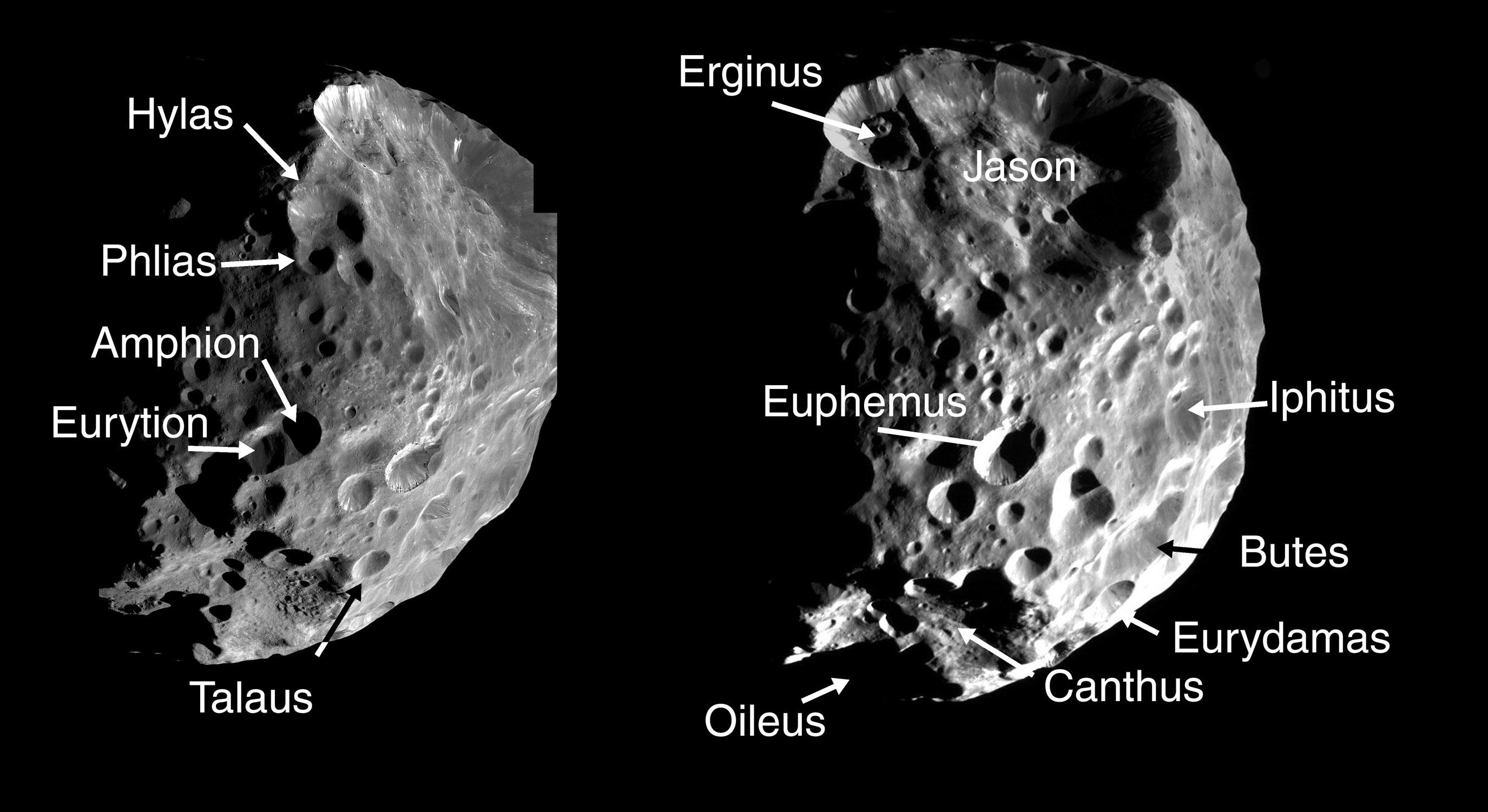
نمونهٔ نامگان دهانه‌های برخوردی فوبه.

| نوع عارضه    | نوع نام‌گذاری |
| ------------ | --- |
| دهانه‌ها      | نام افراد مرتبط با فوبه، یکی از شخصیت‌های اساطیر یونانی و افراد داستان آرگوناتیکا اثر آپولونیوس رودیوس یا گایوس والریوس فلاکوس. |
| دیگر عارضه‌ها | مکان‌ها در داستان آرگوناتیکا.                                                                                                   |

### قمرهایاورانوس
- پوک

ارواح و پریان خبیث در افسانه‌ها
- میراندا

شخصیت‌ها و مکان‌ها در نمایشنامه‌های شکسپیر
- آریل

ارواح منفرد
- اومبریل

ارواح بدطینت افسانه‌ای
- تیتانیا

شخصیت‌های زنانه و مکان‌ها در رمان‌های شکسپیر
- اوبرون

افراد و قهرمان‌های تراژدی‌های شکسپیر
- قمرهای کوچک:

هم‌اینک پدیده‌های موجود بر سطح اقمار کوچک اورانوس نام‌گذاری نشده‌اند البته نوع نام‌گذاری در نظر گرفته شده برای این عارضه‌ها، نام قهرمانان زن در نمایشنامه‌های شکسپیر و پوپ است.

### قمرهاینپتون
- پروتئوس

ارواح و ایزدان و ایزدبانوهای آب، غیر رومی و غیر یونانی.
- تریتون نام‌های رومی و یونانی و همچنین ارواح آب، فواره‌ها و آبفشان‌های معروف.
- نرئید

هنوز پدیده‌ه‌های جغرافیایی این قمر شناخته‌شده و نام‌گذاری نشده‌اند. پس از کشف، قرار است نام نرئیدها (پریان دریایی افسانه‌های یونان) بر آن‌ها گذارده‌شود.
- قمرهای کوچک:

پدیده‌ه‌های جغرافیایی دیگر قمرها قرار است پس از کشف، به نام ایزدان و ایزدبانوهای افسانه‌های نپتون و پوزئیدون نامیده شوند.

### پلوتو
هم‌اینک عارضه‌های این سیاره هنوز نام‌گذاری نشده‌اند زیرا با تلسکوپ‌های فعلی تشخیص دقیق آن‌ها میسر نیست. قرار بر اینست که پس از کشف این عارضه‌ها، چه از طریق تلسکوپ‌های بهتر و چه بعد از گذر فضاپیمای روباتیک افق‌های جدید از کنار پلوتو، عارضه‌های جغرافیایی این سیاره به نام ایزدان جهان زیرین نام‌گذاری بشوند.

### سیارک‌ها

#### ایدا ۲۴۳
| نوع عارضه  | نوع نام‌گذاری                    |
| ---------- | ------------------------------- |
| دهانه‌ها    | غارهای جهان                     |
| ستیغه‌ها    | همکاران در پروژه گالیله         |
| منطقه‌وارها | کاشف آیدا و مکان‌های مربوط به وی |

#### (۲۴۳) ایدا یک داکتیل
| نوع عارضه | نوع نام‌گذاری                                        |
| --------- | --------------------------------------------------- |
| دهانه‌ها   | داکتیل (موجودات افسانه‌های) از کوه ایدا در جزیره کرت |

#### گاسپرا ۹۵۱
| نوع عارضه  | نوع نام‌گذاری                           |
| ---------- | -------------------------------------- |
| دهانه‌ها    | چشمه‌های آب معدنی جهان                  |
| منطقه‌وارها | کاشف گاسپرا و همکاران در پروژه گالیله. |

#### ماتیلده ۲۵۳
| نوع عارضه | نوع نام‌گذاری                          |
| --------- | ------------------------------------- |
| دهانه‌ها   | میدان‌های زغال‌سنگ و حوضه‌های آبخیز جهان |

#### اروس ۴۳۳
| نوع عارضه  | نوع نام‌گذاری                        |
| ---------- | ----------------------------------- |
| دهانه‌ها    | نام‌های افسانه‌ای شهوانی              |
| منطقه‌وارها | کاشفان اروس                         |
| ستیغه‌ها    | دانشمندان سهیم در کشف و مطالعهٔ اروس |